# Ellie Kildunne

a Compétitions nationales et continentales officielles uniquement.

b Matchs officiels uniquement.
Dernière mise à jour le 22 mai 2025.
Ellie Kildunne, née le 8 septembre 1999 à Rotherham (Angleterre), est une joueuse internationale anglaise de rugby à XV et internationale de rugby à sept évoluant au poste d'arrière. Elle joue aux Harlequins.
En 2024, elle est élue meilleure joueuse du monde World Rugby.

## Biographie
Ellie Kildunne naît le 8 septembre 1999 à Rotherham en Angleterre. Elle commence la pratique du rugby à l'âge de sept ans, jouant à la fois à XV et à XIII. À la sortie du lycée, elle veut devenir professionnelle et part étudier au Hartpury College (en), et rejoint logiquement le club de Gloucester-Hartpury RFC.[réf. nécessaire]
Elle a 18 ans en 2017, quand elle joue son premier match international et inscrit son premier essai avec l'équipe d'Angleterre.
En 2018, elle se consacre à plein temps au rugby à sept dans l'optique des Jeux olympiques.
En 2020, elle revient au XV et rejoint les Wasps (en), sous contrat fédéral.
En 2022, elle évolue en club aux Harlequins. Elle compte 25 sélections en équipe d'Angleterre quand elle est retenue en septembre pour disputer la Coupe du monde en Nouvelle-Zélande.
À l'automne suivant, elle fait partie des trente joueuses qui partent dans cette même île participer au WXV 2023.
Sélectionnée pour le Tournoi des Six Nations 2024, elle est élue joueuse du match contre l'Italie, l'Écosse et l'Irlande,. Après un nouveau Grand Chelem des Red Roses, elle termine meilleure marqueuse et est élue meilleure joueuse de la compétition.
En début de saison 2024-2025, elle enchaine cinq titularisations pour cinq victoires avec les Red Roses qui remportent le WXV. Au mois de novembre, elle est meilleure joueuse du monde lors des prix World Rugby.[réf. nécessaire]
En juillet 2025, elle est sélectionnée pour la Coupe du monde en Angleterre.

## Palmarès

### En équipe nationale
- Vainqueur du Tournoi des Six Nations en 2019, 2020, 2021, 2022, 2023, 2024 et 2025.
- Finaliste de la Coupe du monde en 2021.
- Vainqueur du WXV 1 en 2023 et 2024.

### Distinctions personnelles
- Meilleure marqueuse du Tournoi des Six Nations en 2024 (9 essais).
- Élue Meilleure joueuse du Tournoi des Six Nations en 2024.
- Membre de l'équipe type du Tournoi des Six Nations en 2024[11].
- Élue meilleure joueuse du monde aux prix World Rugby en 2024.